# Vittoria Puccini
Vittoria Puccini (ur. 18 listopada 1981 we Florencji) – włoska aktorka.

## Życiorys
Otrzymała klasyczne wykształcenie w Liceo Michelangelo we Florencji. Wkrótce po tym rozpoczęła studia na wydziale prawa.
Debiutowała w 2000 w roli Gai w filmie Wszystko z miłości w reżyserii Sergio Rubiniego. W 2001 pojawiła się w telewizji w dwuodcinkowym serialu Fale namiętności. Dzięki roli w serialu Elisa z Rivombrosy (2003) zdobyła sławę i nagrodę Telegatto jako kobieta roku. Serial osadzony w osiemnastowiecznym Piemoncie, zainspirowany angielską powieścią Pamela, czyli cnota nagrodzona Samuela Richardsona, opowiada historię miłości między skromną służącą Elisą Scalzi a hrabią Fabrizio Ristori (Alessandro Preziosi).
Potem wystąpiła w roli Octavii w Imperium: Nerone (2004). W 2005 zagrała w filmie Kiedy dziewczyna przyjechała w reżyserii Pupiego Avati. W tym samym roku wraca do Channel 5 z Elisą z Rivombrosy, za którą zdobyła kolejnego Złotego Telegrolla dla najlepszej aktorki teatralnej. W tym samym roku odgrywa rolę Catherine Mary Vetsera w filmie Arcyksiążę Rudolf. Film przedstawia wydarzenia w Mayerling. Został wyemitowany w 2006 z powodzeniem w Austrii, Niemczech i we Włoszech w 2007.
w 2010 otrzymała na MFF w Wenecji nagrodę L'Oréal Paris per il Cinema, przyznawaną młodym i utalentowanym aktorom.
W 2011 była gospodynią 68. MFF w Wenecji.

## Życie prywatne
Vittoria Puccini była związana z aktorem Alessandro Preziosi z którym spotkała się na planie serialu Elisa z Rivombrosy. W 2006 urodziła im się córka Elena. Obecnie jej partnerem jest Fabrizio Lucci.

## Wybrana filmografia
- 2001 Fale namiętności w reżyserii Henryka Oldoini jako Giulia
- 2003 Elisa z Rivombrosy w reżyserii Cinzia TH Torrini jako Elisa
- 2006 Elisa z Rivombrosy2 w reżyserii Silvio Aleva jako Elisa
- 2004 Neron w reżyserii Paula Marcusa jako Octavia
- 2008 Arcyksiążę Rudolf w reżyserii Roberta Dornhelma jako Mary Vetsera